# Gustaf Kjerrulf
Gustaf Kjerrulf, född 16 januari 1861 i Hedemora, död 13 juli 1931 i Engelbrekts församling i Stockholm, var en svensk veterinär.
Kjerrulf tog veterinärexamen 1885, blev stadsveterinär i Stockholm 1892, var medicinalråd 1900–1928 (som förste veterinär) och medicine hedersdoktor vid Uppsala universitet 1907. Kjerrulf verkade förtjänstfullt för det svenska veterinärväsendets organiserande och för inträttande av offentliga slakthus samt utgav bland annat Handbok i köttbesiktning (1896, tillsammans med G. Regnér). Han är gravsatt på Uppsala gamla kyrkogård.